# Svelviksund (Schiff)
Die Svelviksund ist eine Doppelendfähre der norwegischen Reederei Ferjeselskapet Drøbak-Hurum-Svelvik.

## Geschichte
Die Fähre wurde unter der Baunummer 229 auf der Werft Skaalurens Skipsbyggeri in Rosendal für die Reederei Bilferjen Drøbak-Hurum gebaut, aus der 2000 die Reederei Ferjeselskapet Drøbak-Hurum-Svelvik hervorging. Sie wurde im September 1978 abgeliefert.
Die Fähre verkehrte bis Ende 2021 auf der nur 184 Meter langen Fährverbindung über den Drammensfjord zwischen Svelvik und Verket. Die Fährverbindung wurde von der Reederei Fjord1 betrieben, die die Fähre dafür gechartert hatte.

## Technische Daten und Ausstattung
Die Fähre wird von einem Bergen-Dieselmotor mit 540 PS Leistung angetrieben. Der Motor wirkt auf jeweils einen Propeller an den beiden Enden der Fähre.
Die Fähre verfügt über ein durchlaufendes Fahrzeugdeck mit zwei Fahrspuren. An beiden Enden befinden sich herunterklappbare Rampen. Das Fahrzeugdeck ist im mittleren Bereich von einem Sonnendeck überbaut. Auf diesem ist mittig das Steuerhaus aufgesetzt. Die nutzbare Durchfahrtshöhe auf dem Fahrzeugdeck beträgt 4,4 m. Die maximale Achslast beträgt 13 t.
Auf einer Seite der Fähre befinden sich seitlich Decksaufbauten. In diesen ist unter anderem ein Aufenthaltsraum für Passagiere eingerichtet.
Die Fähre kann 20 Pkw befördern. Sie ist für 150 Passagiere zugelassen.
Der Rumpf des Schiffes ist eisverstärkt.